# Milestone (BoAの曲)
「Milestone」（マイルストーン）は、BoAの32枚目のシングル。
2011年12月7日にavex traxから発売された。

## 概要
CDシングルとしては前作「WOO WEEKEND」から約1年4ヶ月ぶりのシングル(配信限定シングルを含めると『I SEE ME』からは約1年ぶり)。
DVDシングルとして発売された。配信限定シングル「I SEE ME」がB面として収録されている。
BoAは本作について、日本でのデビュー10周年ということ、季節的に冬の時期であることも考慮して聴き入って貰えるような楽曲にしたいと思い、制作されたのが「Milestone」であったと言い、J-POPのバラードに仕上げるにあたり、メッセージ性のある楽曲にしたいとの意気込みで制作されたのだという。
「I SEE ME」は「Milestone」のアンサーソングのような位置付けの楽曲とのことであり、「I SEE ME」がこれまでの自分の歩んできた道を振り返る心境であるのに対し、「Milestone」はそれらを踏まえて更なる道へ進んでいく姿を描いた楽曲になっているのだという。

## 収録曲
CD
1. Milestone
作詞：STY、作曲：Paul Drew, Greig Watts, Pete Barringer, Rike Boomgaaden、編曲：Ryuichiro Yamaki
2. I SEE ME
作詞、作曲：STY
3. メリクリ 〜BEST & USA Version〜
4. Milestone (INST)
5. I SEE ME (INST)
6. メリクリ 〜BEST & USA Version〜 (INST)

DVD
1. Milestone (Music Video)
2. Milestone (Making)
3. BoA 10th film 〜From the past to the present〜

## タイアップ
| Milestone                       | 「オーディオテクニカ」 CMソング |
| I SEE ME                        | 「オーディオテクニカ」 CMソング |
| メリクリ 〜BEST & USA Version〜 | 「オーディオテクニカ」 CMソング |